# Saint-Maurice-en-Valgodemard
Saint-Maurice-en-Valgodemard é uma comuna francesa na região administrativa da Provença-Alpes-Costa Azul, no departamento de Altos-Alpes. Estende-se por uma área de 36,37 km². Em 2010 a comuna tinha 131 habitantes (densidade: 3,6 hab./km²).